# Costorio
Costorio (Custùr nel dialetto locale) è una delle frazioni del comune di Concesio, situata a nord del paese, sulla sinistra orografica del fiume Mella, a 9 km dalla città di Brescia, e ad una altitudine di 225 metri sul livello del mare.

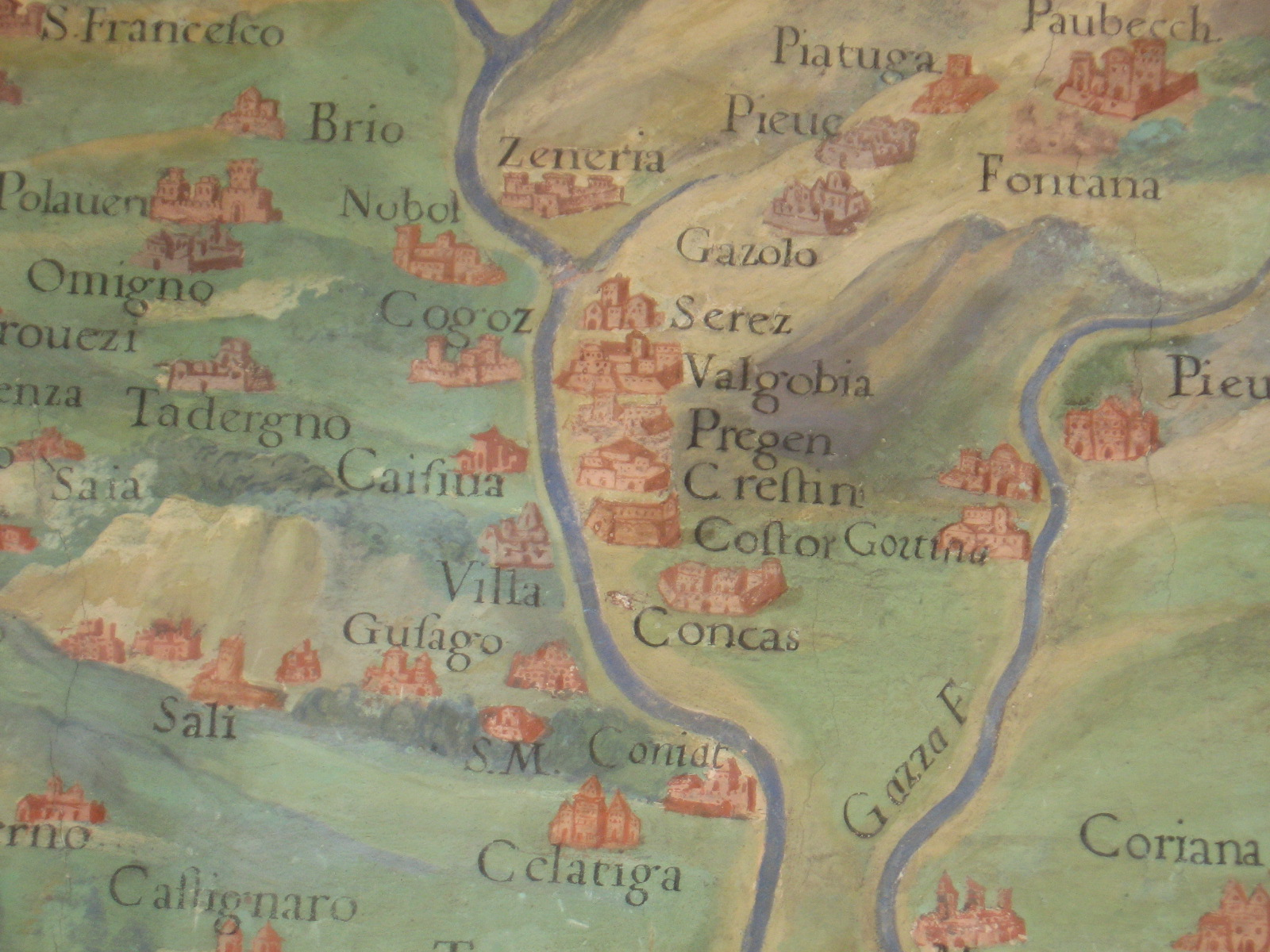
Mappa della zona contenuta nei Musei Vaticani, in cui si riconosce Costorio.

La frazione di Costorio include anche le località di Codolazza e Valpiana. Codolazza segna anche il confine col comune di Villa Carcina. Costorio, Codolazza e Valpiana contano tutte insieme circa 1 800 abitanti e fanno capo alla parrocchia di S. Giulia (Costorio).

## Edifici religiosi
Santa Giulia è la patrona della comunità, ad essa sono dedicate sia la chiesa parrocchiale (XX secolo) sia la vecchia chiesetta, che fino al 2011 è stata adibita ad oratorio e circolo giovanile, oggi trasferito in un più ampio e nuovo edificio nei pressi degli argini del fiume Mella. L'edificio più antico, è citato già nella relazione della visita pastorale del vescovo Dolfin del 20 giugno del 1582 ma è stato consacrato soltanto nel XVI secolo. La dedica a Santa Giulia è quasi certamente dovuta a delle proprietà che l'omonimo potente monastero Bresciano possedeva nel territorio di Costorio. L'attuale chiesa parrocchiale invece è stata terminata nel 1912 ed è stata eretta a parrocchia nel 1952 staccandosi dalla Pieve di Concesio.
Tra le opere d'arte contemporanea è visibile la grande tela dell'"Ascensione" di Piero Agnetti (1984).